# Pfauenfliege

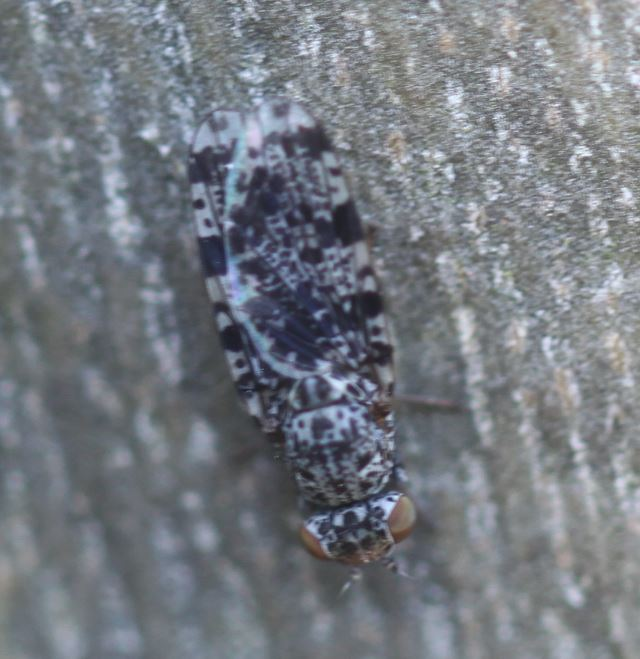
Fliege mit angelegten Flügeln

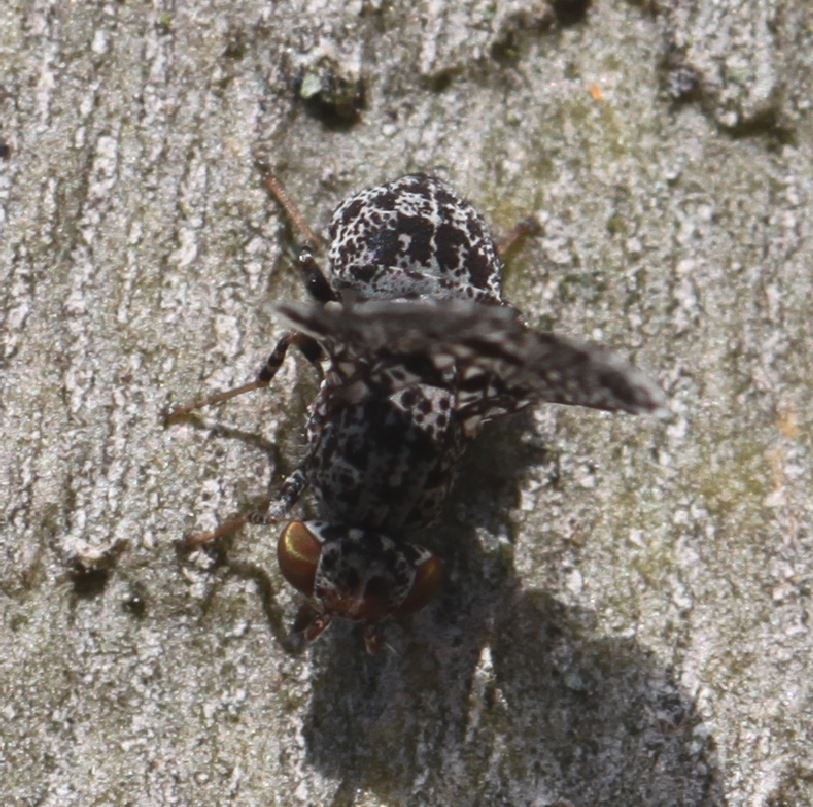
Fliege mit aufgerichteten Flügeln

Die Pfauenfliege (Callopistromyia annulipes) ist eine Schmuckfliege aus der Unterfamilie Otitinae. Das Artepitheton annulipes bedeutet „mit geringelten Beinen“, der Trivialname ist die Übersetzung des englischen Namens peacock fly und bezieht sich auf die auffallenden Flügelbewegungen des Männchens. 
Die Gattung Callopistromyia ist mit zwei Arten ursprünglich nur in der nearktischen Fauna vertreten. Die Pfauenfliege (Callopistromyia annulipes) wurde aber inzwischen auch in Europa gefunden, wo sie als Neozoon eingeschleppt wurde und in Ausbreitung begriffen  ist. Die Gattung wurde von Hermann Loew 1873 Callopistria benannt, dieser Name war jedoch bereits an eine Gattung der Schmetterlinge vergeben und musste deswegen abgeändert werden.

## Merkmale der Imago
Die Fliege erreicht eine Körpergröße von 3,5 bis 5,5 Millimetern. Der Körper ist matt grau mit zahlreichen braunen Tomentflecken.
Der Kopf ist etwas höher als lang und etwa 1,5-mal so breit wie hoch. Er verschmälert sich nach vorn. Die Augen sind nur sehr wenig höher als breit. Die Stirn ist flach und ohne Mittelkiel und von der Seite betrachtet nach innen gewölbt. Der Kopfschild ist mäßig stark ausgebildet, von der Seite betrachtet leicht nach außen gewölbt. Die Fühler sind mittellang und an der Basis voneinander entfernt, die Fühlerborste ist kahl. Die Wangen nehmen weniger als die Hälfte der Augenhöhe ein.
Die Brust ist länger als breit. Die ovalen Flügel sind 2,1-mal so lang wie breit. Die Flügelader Radius 1 ist kurz beborstet, im mittleren Bereich (Diskalzellen) sind die Flügel mit zahlreichen kleinen dunklen und transparenten Flecken besetzt, im Bereich des Vorderrandes treten größere Flecken auf. Die Flecken sind locker verteilt und bilden keine Querbänder. Die graue und durchgehend matte Oberseite der Brust ist mit mikroskopisch kleinen schwarzen Haaren bedeckt.
Der Hinterleib ist ebenfalls dunkel gefleckt. Die Hinterleibsseiten sind behaart. Die Schienen sind an der Basis und nahe den Tarsen gelb und dreimal dunkel geringelt.

## Biologie
Die Tiere wurden an totem oder absterbenden Holz verschiedener Bäume gefunden (Acer negundo, Populus deltoides, Robinia pseudacacia). Die Larven fressen die Exkremente holzbohrender Insekten. Die Männchen schlagen die Flügel wie ein Pfau nach oben. Die Fliegen beobachtet man ab Anfang April. Sie halten sich häufig an Baumstämmen auf.

## Verbreitung
Die Art ist ursprünglich in Nordamerika beheimatet und aus Kanada und den Vereinigten Staaten gemeldet. Zahlreiche Neufunde lassen vermuten, dass sie auch dort in Ausbreitung begriffen ist. Die erste veröffentlichte Meldung aus Europa datiert aus dem Jahr 2007 und bezieht sich auf den Fund eines Weibchens in einem Weinberg in der Südschweiz. Aus Deutschland sollen die ersten Meldungen von 2006 in Hanhofen, 2008 bei Bonn und 2009 bei Rottenburg und Gelsenkirchen vorliegen. Im Juni 2017 gelang in Potsdam-Golm der Erstnachweis für Brandenburg. Die Bestimmungsanfrage des Taxobildes wurde vom Dipteren-Forum als Erstmeldung aus Frankreich (15. Juli 2011) eingestuft. In der Slowakei wurde die Art erstmals im Jahr 2016 beobachtet.